# Craig Gardner (Fußballspieler)
Craig Gardner (* 25. November 1986 in Solihull) ist ein ehemaliger englischer Fußballspieler, der seit Sommer 2020 bei Birmingham City, seinem letzten Verein als aktiver Spieler, als technischer Direktor tätig ist.

## Vereinskarriere

### Aston Villa
Gardners begann seine Karriere in der Jugendmannschaft von Aston Villa. Am 31. Januar 2005 unterschrieb er seinen ersten Profivertrag bei Aston Villa. Sein Debüt gab er am 26. Dezember 2005 im Villa Park gegen FC Everton. Gardners erstes Tor erzielte er gegen den FC Middlesbrough im April 2006. Bereits im August 2007 verlängerte er seinen Kontrakt bei den „Villans“ bis Juni 2011 und ein weiteres Jahr später wiederum bis 2012. Im Jahr 2007 trat er sowohl als englischer U-21-Nationalspieler als auch im Oktober als Freistoßspezialist in Erscheinung. Aufgrund zeitweiliger Verletzungsprobleme bestritt Gardner eine Reihe von Partien als rechter Außenverteidiger.

### Birmingham City
Am 26. Januar 2010 gab Birmingham City den Kauf des Mittelfeldakteurs bekannt, die Ablösesumme betrug rund 3 Millionen Pfund. Nach einem Klassenerhalt in der Premier League 2009/10 stieg Gardner mit seiner Mannschaft in der Saison 2010/11 aus der Premier League ab. Dafür sicherte sich der Verein den Titel im Carling Cup durch einen 2:1-Finalerfolg über den FC Arsenal.

### AFC Sunderland und West Bromwich Albion
Am 30. Juni 2011 gab der AFC Sunderland die Verpflichtung von Craig Gardner bekannt. Die Ablösesumme betrug 6 Mio. Pfund. Gardner bestritt insgesamt 81 Ligaspiele für Sunderland, in denen er elf Tore schoss, sowie elf Pokalspiele mit zwei Toren und acht Ligapokal-Spiele mit einem Tor. Im Mai 2014 unterschrieb er einen Vertrag beim Ligakonkurrenten West Bromwich Albion mit einer Laufzeit bis zum Ende der Saison 2016/17. Im Oktober 2016 wurde der Vertrag um eine weitere Saison verlängert. Dazu kam eine Option, ihn um noch eine weitere Saison zu verlängern.
In seinen ersten beiden Jahren bei West Bromwich Albion hatte Gardner 69 von 76 möglichen Ligaspiele mit sechs Torerfolgen bestritten. Dazu kamen sechs Pokal- und ein Ligapokal-Spiel. In der Saison 2016/17 bestritt er nur noch neun von 20 möglichen Spielen, wobei er bei keinem Spiel komplett eingesetzt wurde. 

### Zurück nach Birmingham City
Im Januar 2017 wurde für den Rest der Saison eine Ausleihe zu seinem alten Verein, Birmingham City, in der EFL Championship, der zweithöchsten Spielklasse vereinbart. Hier bestritt er 20 von 21 möglichen Ligaspielen mit zwei Toren. Lediglich bei einem Spiel fehlte er wegen einer rot-gelben Karte.
Der endgültige Wechsel wurde im Mai 2017 abgeschlossen. Gardner unterschrieb bei Birmingham einen Vertrag mit einer Laufzeit von drei Jahren und der Option der Verlängerung um ein weiteres Jahr. In den nächsten zwei Jahren bestritt er 47 von 92 möglichen Ligaspielen mit drei Torerfolgen sowie drei Pokal- und ein Ligapokal-Spiel. In der Saison 2019/20 kam es zu einem Einsatz von wenigen Minuten Dauer bei einem Spiel im Ligapokal.
Im Mai 2020 gab der Verein das Ende der aktiven Karriere von Gardner bekannt. Er blieb bei Birmingham als technischer Direktor.

## Nationalmannschaft
Als englischer U-21-Auswahlspieler war er Teil der Mannschaft, die bei der Europameisterschaft 2009 in Schweden den zweiten Platz belegte und im Finale der deutschen Nachwuchself mit 0:4 unterlag – er wurde im Endspiel erst in der 79. Minute für Martin Cranie eingewechselt.